# マリア・コスティニヴナ・ザンコヴェツカ
マリア・コスティニヴナ・ザンコヴェツカ（宇: Заньковецька Марія Костянтинівна）は、ウクライナの舞台女優である。1854年8月4日に生まれ、1934年10月4日に没した。ただし、誕生日を1860年8月3日とする資料もある。ザンコヴェツカは、「ウクライナ・ソビエト社会主義共和国人民芸術家」の称号を授与された最初の人物となった。

## 略歴
マリア・コスティニヴナ・ザンコヴェツカは、貧しい地主で貴族のコンスタンチン・コスティノビッチ・アダソフスキーとチェルニーヒウ在住のマリア・ヴァシリヴナ・ネフェドワの間に、チェルニーヒウ州ニジン地区ザンキで生まれた。彼女には多くの兄弟がいた。
1876年、マリア・コスティニヴナ・ザンコヴェツカはニジン劇場の舞台に初めて登場した。その後、彼女のプロのキャリアは1882年10月27日に、マルコ・ルキチ・クロピヴニツキーの指導の下、エリサヴェトグラード市立劇場で始まった。最初の役は、イヴァン・コトリャレーウシキーの戯曲『ナタルカ・ポルタフカ』のナタルカだった。その後、マリア・コスティニヴナ・ザンコヴェツカはマルコ・ルキチ・クロピヴニツキー、ミハイロ・ペトロヴィチ・スタリツキー、ミコラ・サドフスキー、パナス・サクサハンスキーなど、ウクライナで最も人気のある劇団に参加した。彼女の芸名であるザンコヴェツカは、彼女の生まれ故郷の名前に由来している。彼女のレパートリーには30以上の役が含まれ、メゾソプラノとしてウクライナ民謡も歌った。
マリア・コスティニヴナ・ザンコヴェツカはニジンに常設の国立劇場を開設する活動家でもあった。1918年には、「マリア・コスティニヴナ・ザンコヴェツカ指導下のウクライナ一座」という人民劇場を組織した。この劇場では、ボリス・ロマニツキーやアンドリー・ロトミロフなどの俳優が演じ、多くの演劇が上演された。その中には、『ナタルカ・ポルタフカ』や『ヘチマン・ドロシェンコ』、『ジプシーのアザ』などがある。彼女の舞台での功績が認められ、1918年6月には、ウクライナ元首のパブロ・ペトロヴィチ・スコロパツキーがマリア・コスティニヴナ・ザンコヴェツカに対する終身国家年金の任命を承認する閣僚理事会の決議が採択された。
1922年、ウクライナはマリア・コスティニヴナ・ザンコヴェツカの40年間に及ぶキャリアを誇らしげに祝った。彼女はウクライナ政府から「ウクライナ・ソビエト社会主義共和国人民芸術家」という最高の称号を授与された最初の人物となった。
マリア・コスティニヴナ・ザンコヴェツカは1934年10月4日に亡くなり、その後キーウのバイコヴェ墓地に埋葬された。

## 主な舞台での出演歴
- 1882年 – ナタルカ（『ナタルカ・ポルタフカ』、イヴァン・コトリャレーウシキー）
- 1882年 – ハリヤ（『ナザール・ストドリャ』、タラス・シェフチェンコ）
- 1882年 – ツヴィルクンカ（『黒海の船員』、ミハイロ・スタリツキー）
- 1883年 – エレナ（『Створення Глитай, або ж Павук』、マーク・クロピヴニツキー）
- 1887年 – ハリティナ（『農奴乙女」』、イワン・カルペンコ＝カリー（ウクライナ語版））
- 1889年 – カトリャ（『運命ではない』、ミハイロ・スタリツキー）
- 1891年 – アクシュシャ（『森』、アレクサンドル・オストロフスキー)
- 1892年 – アザ（『ジプシーのアザ』、ミハイロ・スタリツキー）

## 主な映画での出演歴
- 1909年 – ナタルカ（『ナタルカ・ポルタフカ』）
- 1923年 – 母（『オスタップ・バンドゥーラ』）

## 余聞
- 2014年8月4日、Googleはマリア・ザンコヴェツカの160歳の誕生日をDoodleで祝った[5][6]。

## 脚註